# Antonino Caponnetto
Antonino Caponnetto (* 5. September 1920 in Caltanissetta; † 6. Dezember 2002 in Florenz) war ein italienischer Richter und Politiker.

## Leben
Caponnetto begann seine Berufslaufbahn als italienischer Richter im Jahre 1954. Seine Karriere bekam eine Wende, als er sich nach dem Attentat an Rocco Chinnici 1983 nach Palermo versetzen ließ. Im Kampf gegen den Terrorismus übernahm Caponnetto dort die Strategie von Giancarlo Caselli. Entsprechend gründete er einen Pool, d. h. eine Gruppe von Staatsanwälten, die ihre ganze Kraft dem Kampf gegen die Mafia widmen sollten. Dieser Pool bestand aus Giovanni Falcone, Paolo Borsellino, Gioacchino Natoli, Giuseppe Di Lello und Leonardo Guarnotta. Der Pool unter Leitung Caponnettos bereitete den großen Prozess der 1990er Jahre gegen die Mafia vor. Sie stützte sich dabei im Wesentlichen auf die Aussagen des ehemaligen Mafioso und Kronzeugen (Pentito) Tommaso Buscetta.
Caponnetto beendete seine Berufslaufbahn im Jahre 1990. Nach den Attentaten auf Giovanni Falcone am 23. Mai 1992 und auf Paolo Borsellino am 19. Juli 1992 widmete Caponnetto sein Leben weiter dem Kampf gegen die Illegalität. Im Jahre 1993 kandidierte er für die Parteiengruppe „La Rete“ bei den Kommunalwahlen in Palermo und wurde Präsident des Stadtrats. Am Ende seines Lebens führte ihn eine Vorlesungsreihe quer durch Italien an Schulen. Dabei schilderte er den Jugendlichen seinen Kampf gegen die Mafia bzw. die sizilianische Cosa Nostra.
| Personendaten    | Personendaten                       |
| ---------------- | ----------------------------------- |
| NAME             | Caponnetto, Antonino                |
| KURZBESCHREIBUNG | italienischer Richter und Politiker |
| GEBURTSDATUM     | 5. September 1920                   |
| GEBURTSORT       | Caltanissetta                       |
| STERBEDATUM      | 6. Dezember 2002                    |
| STERBEORT        | Florenz                             |